# Neobeyrichia
Neobeyrichia is een geslacht van uitgestorven kreeftachtigen uit de klasse van de Ostracoda (mosselkreeftjes).

## Soorten
- Neobeyrichia (Neobeyrichia) bronni (Reuter, 1885) Martinsson, 1962 †
- Neobeyrichia (Neobeyrichia) nutans (Kiesow, 1888) Martinsson, 1962 †
- Neobeyrichia (Nodibeyrichia) tuberculata (Kloeden, 1834) Martinsson, 1962 †
- Neobeyrichia acutata Pranskevichius, 1972 †
- Neobeyrichia alia Gailite, 1967 †
- Neobeyrichia buchiana (Jones, 1855) Kesling & Rogers, 1957 †
- Neobeyrichia bulbata Sarv, 1968 †
- Neobeyrichia confluens Shaw, 1971 †
- Neobeyrichia ctenophora Martinsson, 1962 †
- Neobeyrichia elongata Pranskevichius, 1972 †
- Neobeyrichia expansa (Kiesow, 1888) Abushik, 1971 †
- Neobeyrichia incerta Gailite, 1967 †
- Neobeyrichia kochii (Boll, 1862) Kesling & Rogers, 1957 †
- Neobeyrichia lauensis (Kiesow, 1888) Martinsson, 1962 †
- Neobeyrichia lindstroemi (Kiesow, 1888) †
- Neobeyrichia maccoyiana (Jones, 1855) †
- Neobeyrichia nodulosa (Boll, 1862) Martinsson, 1962 †
- Neobeyrichia nutans (Kiesow, 1888) Martinsson, 1962 †
- Neobeyrichia quercus Schallreuter, 1995 †
- Neobeyrichia regnans (Martinsson, 1962) Gailite, 1967 †
- Neobeyrichia scissa (Martinsson, 1962) Gailite, 1967 †
- Neobeyrichia seposita Pribyl, 1984 †
- Neobeyrichia spinulosa (Boll, 1856) Martinsson, 1962 †